# The Stone Angel
The Stone Angel ist ein kanadischer Spielfilm aus dem Jahre 2007. Das Drehbuch zum Film stammt von Regisseurin Kari Skogland, basierend auf dem gleichnamigen, im Jahr 1964 veröffentlichten ersten Roman aus der „Manawaka-Serie“ von Margaret Laurence.

## Handlung
Der Film zeigt mehrere Jahrzehnte aus dem Leben der neunzigjährigen Hagar Shipley. Ihr Sohn Marvin und dessen Frau haben beschlossen Hagar in ein Altenpflegeheim zu geben, doch diese weigert sich und reist mit dem Bus an den Ort, an dem sie ihre Kindheit und Jugend verbracht hat und setzt sich dort mit ihrer Vergangenheit auseinander.
Als junge Frau entscheidet sich Hagar gegen den Willen ihres Vaters den Bauern Bram Shipley zu heiraten, dadurch entfremdet sie sich von ihrem Vater. Ihre anfangs glückliche Ehe gerät mehr und mehr ins Wanken, weil Hagar sich ihrer Rolle als Frau nicht unterordnet und sich mit ihrem Mann gleichgestellt sieht. Sie behandelt ihn gefühllos, beide streiten oft, und Brem wird zum Alkoholiker. Hagar und Brem haben zwei Söhne, Marvin und John. Hagar entscheidet sich mit ihrem jüngeren Sohn John das Haus zu verlassen und beide ziehen an einen anderen Ort. Marvin geht währenddessen zur Armee.
Später zieht John zurück zu seinem Vater, der inzwischen sehr krank geworden ist. John ist Hagars Lieblingssohn, doch nachdem er mit Arlene zusammenkommt, bricht er damit seiner Mutter das Herz, da sie diese Beziehung missbilligt, weil Arlene die Tochter einer ehemals reichen Familie ist, die zu Hagars Jugendzeit schlecht über sie gesprochen hatte. Hagar spricht mit John und auch mit Arlene und sagt beiden, dass sie gegen diese Verbindung sei. Gegenüber Arlene erwähnt sie, dass sie keinen Sinn in deren Beziehung zu ihrem Sohn sehe, da dieser nicht in der Lage sei beide zu ernähren und er zu viel trinke. Arlene versucht Hagar klarzumachen, dass ihr dies nicht wichtig sei, da sie auch jetzt nichts besitze. John und Arlene sterben später, nachdem sie wegen einer Geldwette, mit einem Auto auf die Zuggleise fahren, während ihnen ein Zug entgegenkommt.
In ihrem Versteck, einem verfallenen Haus, trifft die alt gewordene Hagar auf Leo der sie dazu bringt, sich mit ihrem Geheimnis, welche Rolle sie an Johns Tod trug, auseinanderzusetzen. Nicht länger dazu in der Lage ihre Gefühle zu unterdrücken begreift sie schließlich, dass ihr Eigensinn es war, der sie viele Fehlentscheidungen treffen ließ und Missverständnisse hervorgebracht hatte.
Schließlich ist sie dazu in der Lage einen Abschluss mit Marvin zu treffen.

## Kritik
„Mit etlichen Zeitsprüngen erzählt und von drei unterschiedlichen Darstellerinnen gespielt, die die Protagonistin in verschiedenen Lebensabschnitten verkörpern, wirkt der Film dennoch wie aus einem Guss.“

## Auszeichnungen
2007 wurde The Stone Angel beim Tokyo International Film Festival für den Tokyo Grand Prix nominiert. Die Writers Guild of Canada nominierte den Film 2008 für den von ihr vergebenen WGC Award. Ebenfalls 2008 wurde der Film von Directors Guild of Canada für die Beste Regie und den Besten Schnitt für den DGC Craft Award sowie sämtliche Produktionsbeteiligten für den DGC Team Award nominiert.
Bei der Verleihung des Genie Awards 2009 wurde Ellen Burstyn als Beste Hauptdarstellerin und John McCarthy für die Beste Filmmusik ausgezeichnet. Bobby Bukowski wurde für die Beste Kamera und Rob Gray für das Beste Szenenbild nominiert.